# Elio Petri
Elio Petri (29. ledna 1929 Řím – 10. listopadu 1982 tamtéž) byl italský filmový režisér. Vlastním jménem Eraclio Petri.

## Životopis
Pocházel z římské řemeslnické rodiny. Začínal jako filmový recenzent, od roku 1951 spolupracoval s Giuseppem de Santisem jako scenárista a asistent režie. Od roku 1954 režíroval krátkometrážní filmy a v roce 1961 natočil svůj první celovečerní film Vrah s Marcellem Mastroiannim v hlavní roli. Byl členem Italské komunistické strany, z níž vystoupil na protest proti potlačení maďarského povstání.
Jeho tvorba vycházela z neorealismu, který obohatil o moderní filmovou řeč. Věnoval se převážně politickým tématům, ve svých filmech kritizoval korupci, sociální nespravedlnost a vliv mafie na italskou ekonomiku. Jeho nejúspěšnější film Podivné vyšetřování o vysokém policejním důstojníkovi (hraje ho Gian Maria Volonté), který využije svůj vliv k beztrestné vraždě milenky, byl v roce 1971 oceněn Oscarem.
V roce 2005 byl o něm natočen životopisný dokument Elio Petri... Poznámky o filmaři.

## Filmy
- 1979 Dobré zprávy
- 1976 Todo modo
- 1973 Vlastnictví není již krádež
- 1971 Dělnická třída jde do ráje
- 1970 Podivné vyšetřování
- 1968 Tiché místo na venkově
- 1967 Každému, co mu patří...
- 1965 Desátá oběť
- 1964 Velká nevěra
- 1963 Učitel z Vigevana
- 1962 Sečtené dny
- 1961 Vrah

## Ocenění
- Oscar za nejlepší cizojazyčný film (Podivné vyšetřování)
- Donatellův David (Podivné vyšetřování, Dělnická třída jde do ráje)
- Nastro d'Argento (Každému, co mu patří..., Podivné vyšetřování)
- Zlatá palma (Dělnická třída jde do ráje)
- Stříbrný medvěd (Tiché místo na venkově)